# Hyperolius rubrovermiculatus
Espèce
Statut de conservation UICN

 EN B1ab(iii) : En danger
Hyperolius rubrovermiculatus est une espèce d'amphibiens de la famille des Hyperoliidae.

## Répartition et habitat
Cette espèce vit au Kenya (Comté de Kwale), et en Tanzanie (Région de Tanga). On la trouve entre 30 et 400 m d'altitude. Elle vit dans la forêt côtière humide.

## Description
Les mâles mesurent de 24 à 30 mm et les femelles de 28 à 32 mm.

## Publication originale
- Schiøtz, 1975 : The Treefrogs of Eastern Africa. Copenhagen, Steenstrupia, p. 1–232.